# Hamlet X
hamlet_X ist ein intermediales Kunstprojekt von Herbert Fritsch.

## Entstehung
Initiator von hamlet_X ist Herbert Fritsch, ehemaliger Schauspieler an der Volksbühne Berlin. Seit 2000 arbeitet er in unterschiedlichen Konstellationen und unter Einbeziehung verschiedener künstlerischer Medien und Ausdrucksformen an hamlet_X. Ausgangspunkt ist der Hamlet-Stoff.
Erzählt und erlebbar gemacht werden soll mit Hilfe eines spezifischen Konzeptes narrativer Struktur und Ästhetik von Fritsch die höchst aktuelle Geschichte des jungen heimkehrenden Mannes, der im Widerstreit mit seinen Gefühlen die Machtverhältnisse am heimischen Hof und somit in seiner Familie durchschauen muss. Hamlet ist Stellvertreter für alle und jeden, denn der staunende Blick auf die Welt, das Misstrauen, die Enttäuschung, das Spiel mit der Macht, das Ringen um Freundschaft und Liebe ereilt einen jeden.
Fritsch zerlegt den Shakespeareschen Textes in 111 Teile. Jeder dieser Teile steht für Fritsch als eigenständiges Kurzdrama für sich. Der gesamte Text / Stoff wird durch die Umsetzung der Teile in Kunst-Kurzfilmen nicht-linear neu konstruiert. Ergänzt wird der Hamlet-Stoff durch Geschichten und Hintergründe, für die virtuelle Figuren (wie beispielsweise dem Koch, dem Chauffeur oder Gynäkologen am Hof) herangezogen werden. Diese Figuren tauchen in den so genannten Referenzfilmen auf. Insgesamt werden also 222 Filme produziert werden.

### Zahlensymbolik
Die Zahlensymbolik spielt für Fritsch eine große Rolle. Die 11 und die 111 sind immer wieder strukturgebend in den Formaten und Produkten von hamlet_X und Herbert Fritsch.

## hamlet_X_Produkte // hamlet_X_Formate

### Buch
hamlet_X // Interpolierte Fressen,
Verlag Theater der Zeit, 2006, Berlin.
Theater im Buch von Sabrina Zwach und Herbert Fritsch.

### Filme

#### Vol. 1

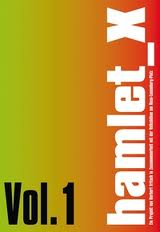
DVD

u. a. mit:
- Christoph Schlingensief
- Natias Neutert
- Robin Detje
- Astrid Meyerfeldt
- Cordelia Wege
- Alexander Beyer
- Meret Becker
- Corinna Harfouch
- Markus von Lingen

#### Vol. 2
u. a. mit:
- Susanne Lothar
- Joachim Tomaschewsky
- Milan Peschel
- Alexander Scheer
- Laura Tonke
- Leander Haußmann

#### Vol. 3
u. a. mit:
- Kathrin Angerer
- Samuel Finzi
- Johannes Silberschneider
- Anna Thalbach
- Laura Schuhrk
- Ulrich Mühe
- Burkhard Driest
- Rufus Beck
- Thomas Thieme
- Yoshiko Waki
- Ulrich Voß
- Marek Harloff
- Klaus Mertens

#### Vol. 4
u. a. mit:
- Matthias Schweighöfer
- Wolfram Koch
- Carl Hegemann
- Peer Martiny
- Paula Fünfeck
- Klaus Staeck
- Hans Schenker
- Bela B.

#### Vol. 5
u. a. mit:
- Thomas Lawinky
- Werner Fritsch
- Rosalind Baffoe
- Martin Burckhardt
- Anne Tismer
- Gesine Danckwart
- Gerald Uhlig

Insgesamt existieren 55 Filme. Die erste Riege deutscher Schauspieler und Schauspielerinnen stellen die Besetzung.

### Show
Bühnenformat, dessen integraler Bestandteil die Präsentation immer anderer hamlet_X_Filme ist und das eine Überlagerung der Ebenen: „Über hamlet_X“, „Über Hamlet“, „Über Hamlet Rezeption“ und „Über alles was uns Spaß macht“ darstellt. Entwickelt erstmals für das Zürcher Theater Spektakel. (Performance: Herbert Fritsch, Georg Tschurtschenthaler und Sabrina Zwach).

### Installationen
Verschiedene Installationen wurden mittlerweile realisiert wie beispielsweise im Prater der Volksbühne Berlin oder im Rahmen der RuhrTriennale 2006 („hamlet_X // Klassenfahrt mit Milch“). Die Installationen sind jeweils auf den Ort und den Präsentationskontext zugeschnitten und verdeutlichen die interdisziplinäre und genreübergreifende Denk- und Arbeitsweise von Fritsch aufs deutlichste.
Bei den Internationalen Kurzfilmtagen in Oberhausen 2009 waren, neben weiteren Werken von Herbert Fritsch, alle bisher entstandenen 55 Kurzfilme in einer Installation zu sehen.